# 2. típusú Gumbel-eloszlás
A valószínűségszámítás területén a 2 típusú Gumbel eloszlás a Gumbel-eloszlás egy változata.
A 2 típusú Gumbel eloszlás sűrűségfüggvénye:
{\displaystyle f(x|a,b)=abx^{-a-1}e^{-bx^{-a}}\,}
ahol
{\displaystyle 0<x<\infty }.
Ez azt jelenti, hogy hasonló a Weibull-eloszlással a következő behelyettesítések után:
{\displaystyle b=\lambda ^{-k}} és {\displaystyle a=-k}.
Megjegyzendő, hogy pozitív k esetén (mint a Weibull-eloszlásnál is), az a negatív lesz, ami itt nincs megengedve, mivel az egy negatív valószínűség sűrűséget eredményezne.
{\displaystyle 0<a\leq 1} esetén a középérték végtelen.
{\displaystyle 0<a\leq 2} esetén a szórásnégyzet végtelen.
A kumulatív eloszlás függvény:
{\displaystyle F(x|a,b)=1-e^{-bx^{-a}}\,}
{\displaystyle k<a\,} esetén a momentum {\displaystyle E[X^{k}]\,}
b = 1 esetén a Fréchet-eloszlást kapjuk.

## Alkalmazási terület
- Meteorológia
- Szeizmológia
- Kockázatkezelés